# Plailly
Plailly est une commune française située dans le département de l'Oise en région Hauts-de-France.
Ses habitants sont nommés les Plelléens et Plelléennes. C'est sur son territoire communal que se trouve le parc Astérix. Parc d'attractions phare de France basé sur la célèbre bande dessinée Astérix et Obélix.

## Géographie

### Localisation

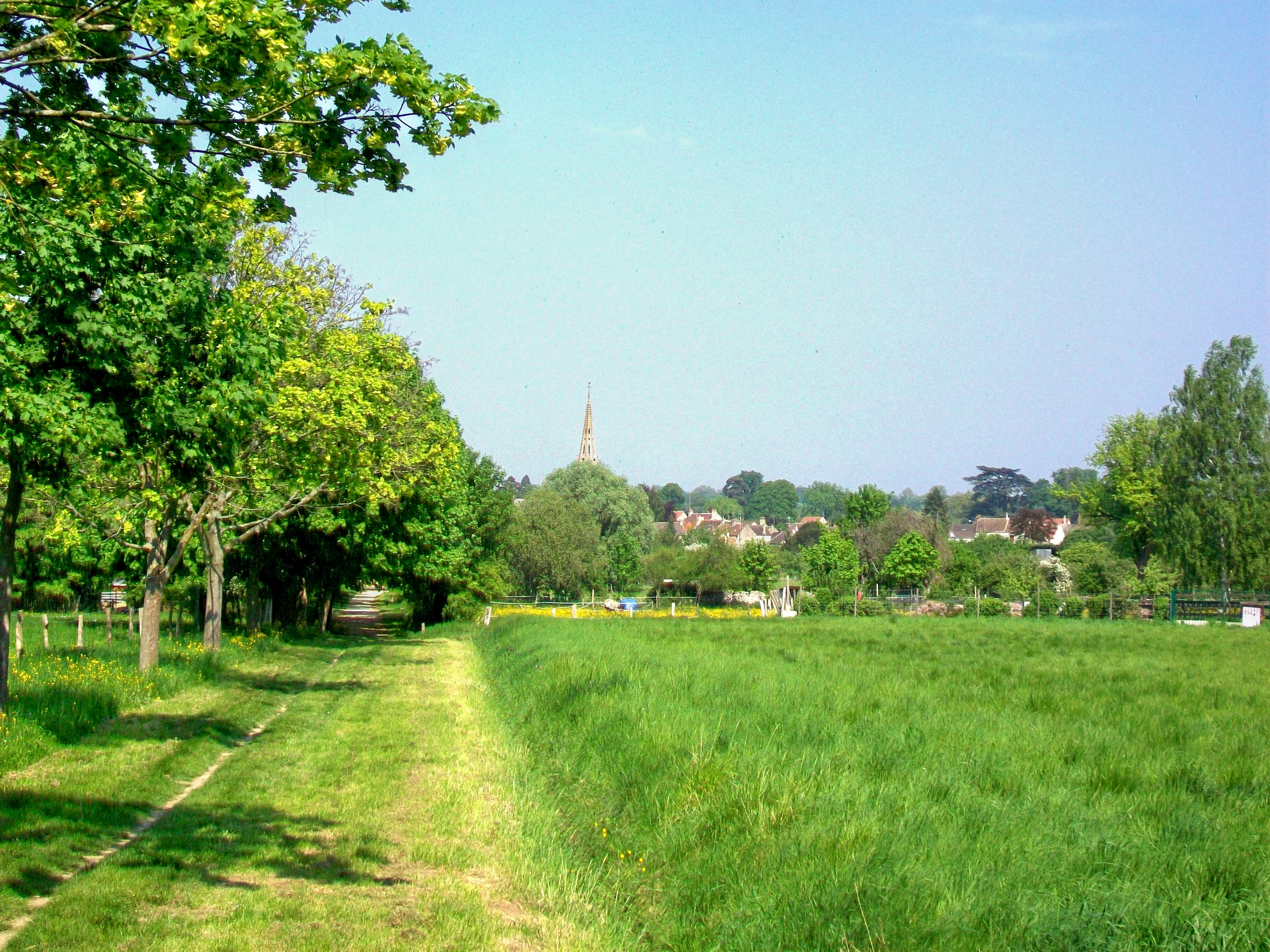
Approche du village en venant de la butte de Montmélian.

La commune se situe dans le sud du département de l'Oise, dans le Valois, à une distance orthodromique de 33 km au nord-est de Paris, près de la forêt d'Ermenonville. Senlis est éloignée de 15 km par la RD 118 et l'ex-RN 17 (actuelle RD 1017), et l'autoroute A1 à sa sortie no 7, à Saint-Witz, de 4,1 km par la RD 126. L'A1 met Plailly à 37 km de la capitale et à 14 km de l'aéroport de Roissy.

### Hameaux et écarts
Outre le bourg, la commune comprend deux hameaux : Neufmoulin, dans la vallée de la Thève entre Mortefontaine et Thiers-sur-Thève, aujourd'hui réduit à une demi-douzaine de propriétés, et le hameau de Plailly, encore plus petit, à l'entrée nord de Saint-Witz. S'y ajoute le lotissement de Beaupré sur la voie communale pour Vémars. La zone d'activités du Pré de la Dame Jeanne (aussi appelée Parc de Plailly) est également localisée à l'écart du village, à l'ouest, près de Survilliers et de l'autoroute A1.
Plailly fait partie du parc naturel régional Oise-Pays de France, qui regroupe 59 communes sur 60 000 hectares.

### Communes limitrophes
Plailly compte sept communes limitrophes, dont trois se situent également dans l'Oise : La Chapelle-en-Serval, Thiers-sur-Thève et Mortefontaine. Survilliers, Saint-Witz et Vémars appartiennent au Val-d'Oise et Moussy-le-Neuf à la Seine-et-Marne.
À l'est, Plailly arrive devant les premières maisons de Mortefontaine. Au sud, la même chose est le cas par rapport à Saint-Witz, et les premières maisons de ce village (au sens géographique) appartiennent même à la commune de Plailly, sous la dénomination de Le hameau de Plailly. Non loin de ce hameau, se situe l'exclave de Mortefontaine, Montmélian, jadis siège d'une seigneurie puis d'un marquisat qui avait son siège administratif à Plailly. À l'ouest, vers La Chapelle-en-Serval, le territoire communal de Plailly forme pratiquement une enclave dans les bois privés de la Garenne de la Chapelle et de la Justice, enserrée entre Survilliers et La Chapelle, mais reliée toutefois au reste de la commune par un goulet de 150 m de large environ.
Les communes limitrophes sont Mortefontaine, La Chapelle-en-Serval, Thiers-sur-Thève, Saint-Witz, Survilliers, Vémars et Moussy-le-Neuf.
| La Chapelle-en-Serval | Thiers-sur-Thève |               |
| Survilliers           | Plailly          | Mortefontaine |
| Saint-Witz Vémars     | Moussy-le-Neuf   |               |

### Voies de communication et transports

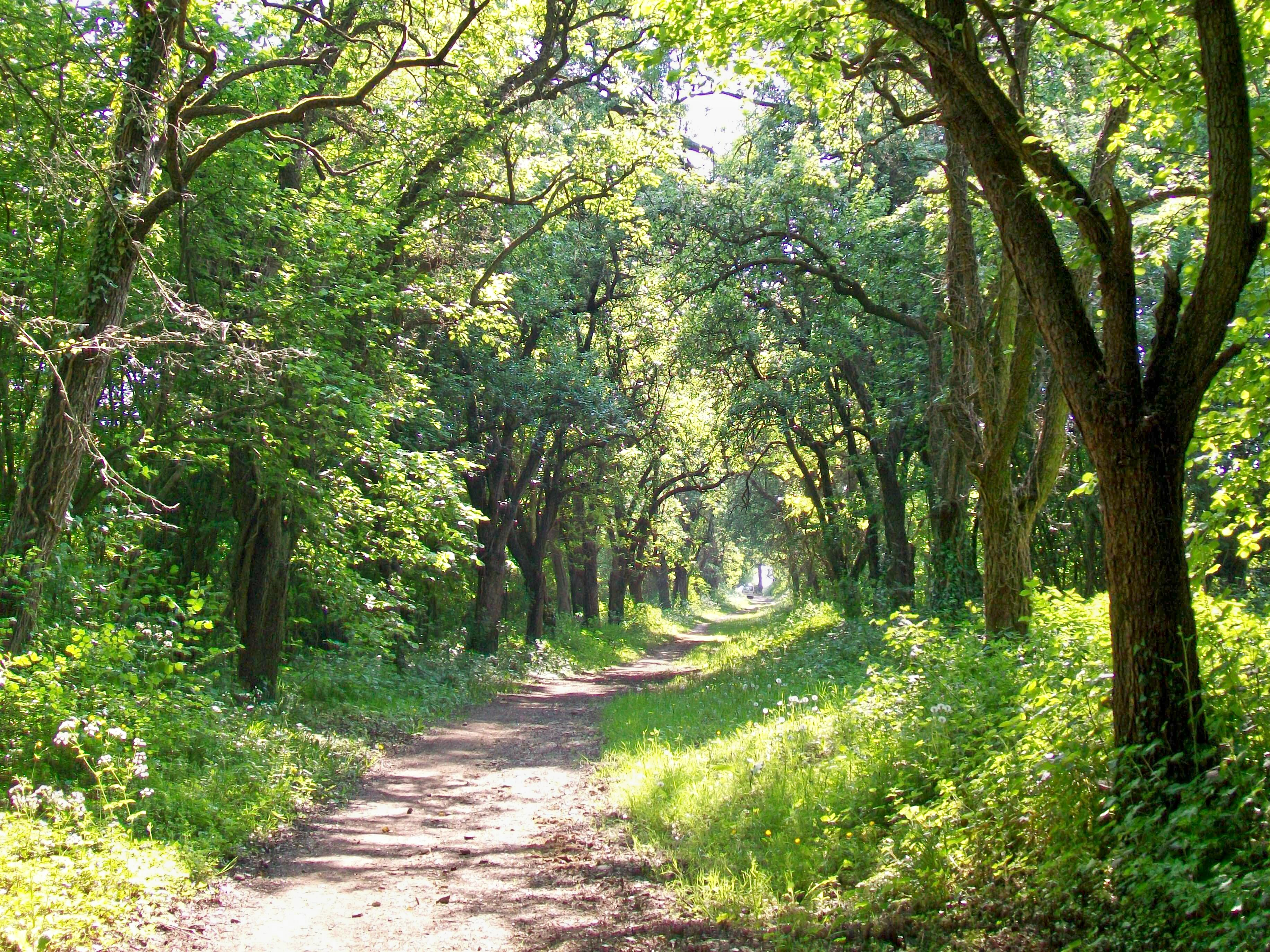
Ancien tracé de la RD 126.

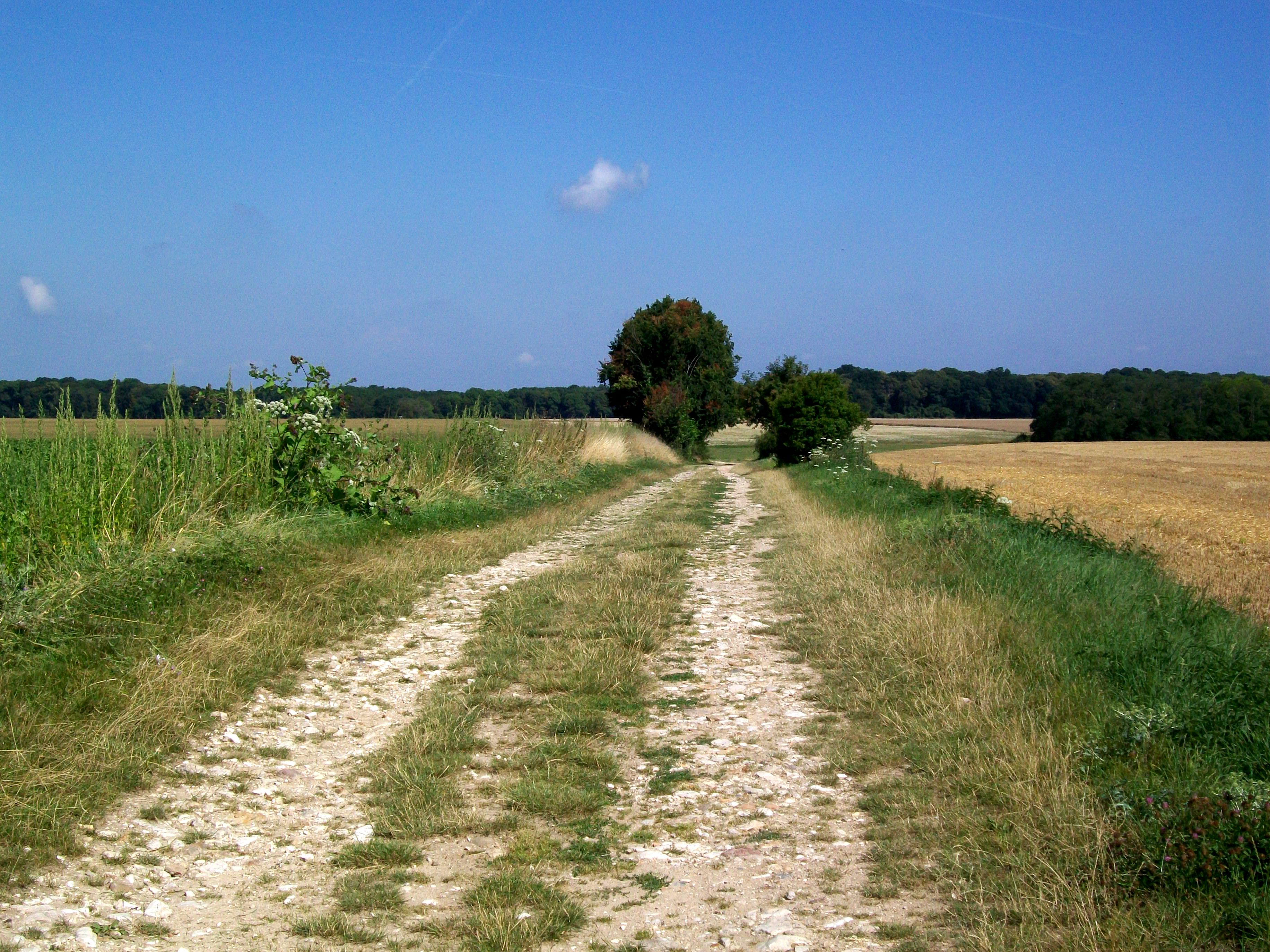
Chemin rural no 17 vers le bois de Morrière.

Les principales routes sont la RD 922 dans un sens est-ouest, depuis Ermenonville et Fontaine-Chaalis (RD 126) et en direction de Survilliers, Fosses et Luzarches ; ainsi que la RD 126. Cette dernière fait tronc commun avec la RD 922 entre Mortefontaine et Plailly, et relie Plailly à Saint-Witz, à l'A1 et à la RD 317 près de Marly-la-Ville. Dans le Val-d'Oise, elle change de nom pour devenir la RD 10. En plus de ces deux routes, la RD 118 relie Plailly à La Chapelle-en-Serval et à la RD 1017 menant à Senlis, et la voie communale no 3 la relie avec Vémars (et indirectement, Moussy-le-Neuf). De nombreux chemins ruraux ont été préservés à Plailly et permettent de parcourir la plupart des bois privés qui, en dehors de ces chemins, sont fermés au public. Tous les chemins encore répertoriés sur la carte IGN « Top 25 » sont encore praticables, à l'exclusion toutefois du versant nord de la butte de Montmélian aujourd'hui interdit d'accès.
Sur le plan des transports en commun, la ligne de bus no R9 du réseau de bus Roissy Ouest relie Plailly à la gare de Survilliers - Fosses et donc au RER D. Le service a été considérablement allégé le 29 août 2006 lors de la mise en place de ce réseau, ainsi que le 26 avril 2011. Ne sont proposés plus que quatre allers-retours le matin et quatre autres le soir, du lundi au vendredi, sans aucun service en pleine journée. La commune est également desservie, en 2023, par les lignes 644, 6207, 6213, 6222 et 6232 du réseau interurbain de l'Oise. Elle est également desservie par le service de transport à la demande Flexobus.

### Topographie et espaces naturels

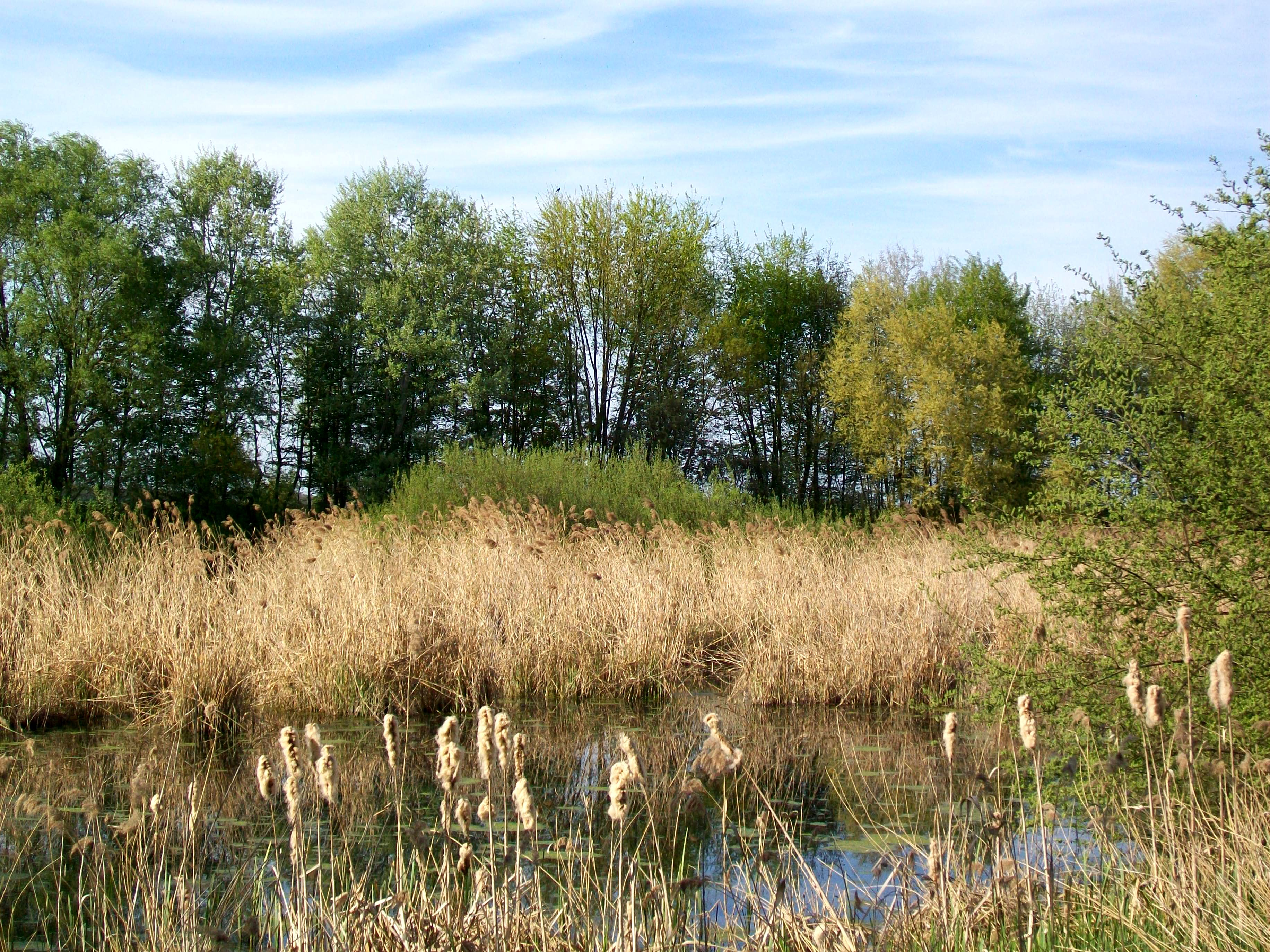
La mare Blaine.

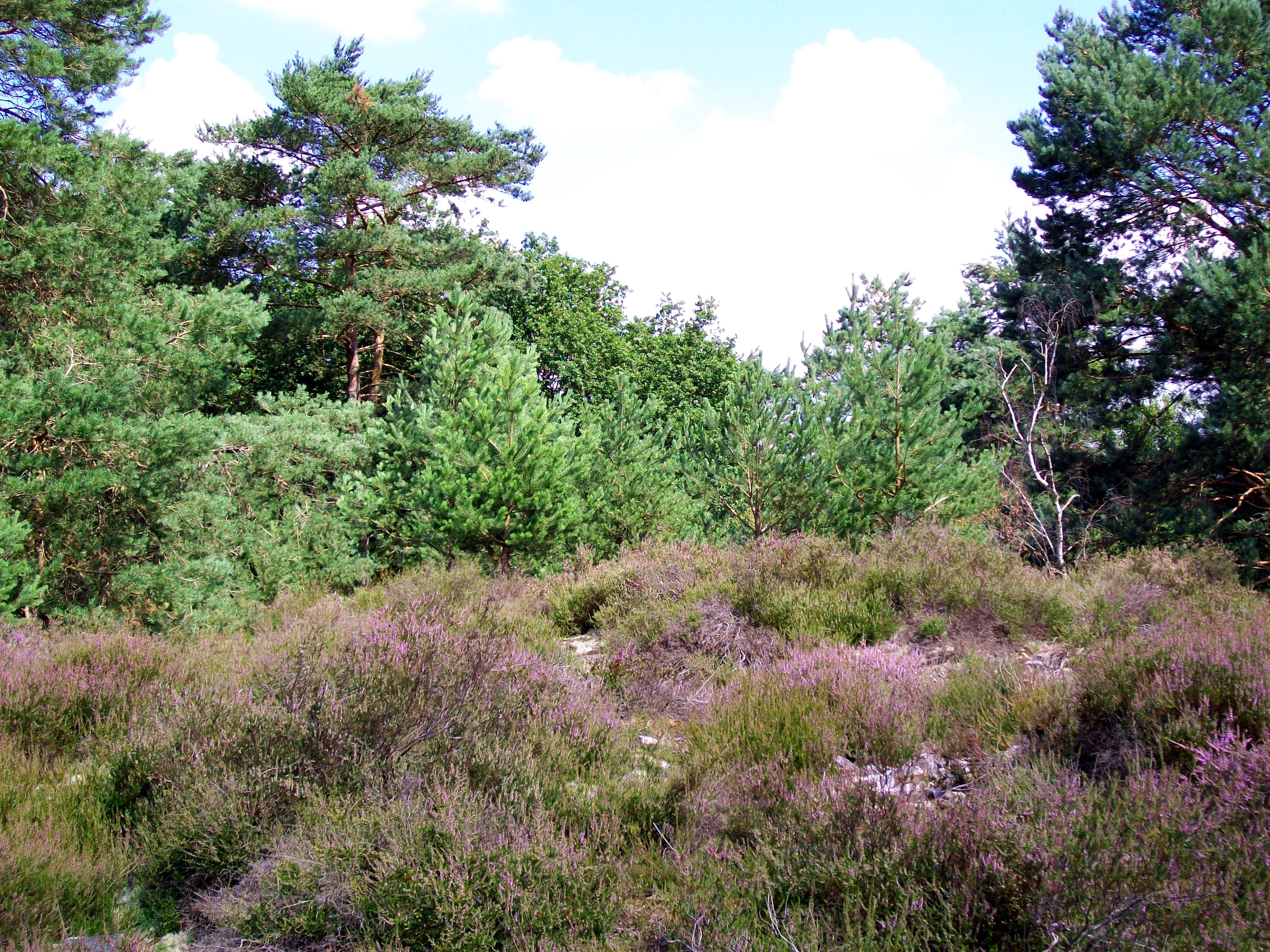
Landes en bois de Morrière.

Le bourg est bâti au pied du versant nord de la butte de Montmélian, l'une des buttes-témoins les plus élevées du nord de la région parisienne, cumulant à 203 m au-dessus du niveau de la mer. Le point le plus élevé de la commune est à 176 m, du fait que le sommet soit situé sur la commune de Mortefontaine. Sur le reste du territoire communal, le relief est légèrement ondulé, avec quelques buttes de faible hauteur dans le bois de Morrière, au nord (voir ci-dessous). Ces buttes ne dépassent pas 97 m, alors que le bourg est bâti à plus de 100 m. Cependant, le bois de Morrière, massif annexe de la forêt d'Ermenonville, est situé en surplomb de la vallée de la jeune Thève, qui n'est ici qu'un mince ruisseau. À sa sortie du territoire communal près du hameau de Neufmoulin se trouve le point le plus bas de la commune, à 59 m au-dessus du niveau de la mer. La Thève ne passe pas par le village, où les cours d'eau sont tout à fait absents. Il n'y a qu'un certain nombre de sources qui jaillissent de la butte de Montmélian, trop peu abondants pour former des ruisseaux. À l'ouest du village, près de la zone d'activités, se trouve la mare Blaine ou mare Blanche, biotope bien préservé entouré de roseaux.

### Hydrographie
La commune est située dans le bassin Seine-Normandie. Elle est drainée par la Thève, le fossé 01 de la commune de Pontarmé, le fossé de Neuf Moulini et le ruisseau de la Batarde,,.
La Thève, d'une longueur de 34 km, prend sa source dans la commune de Dammartin-en-Goële et se jette  dans l'Oise à Boran-sur-Oise, après avoir traversé 13 communes. 

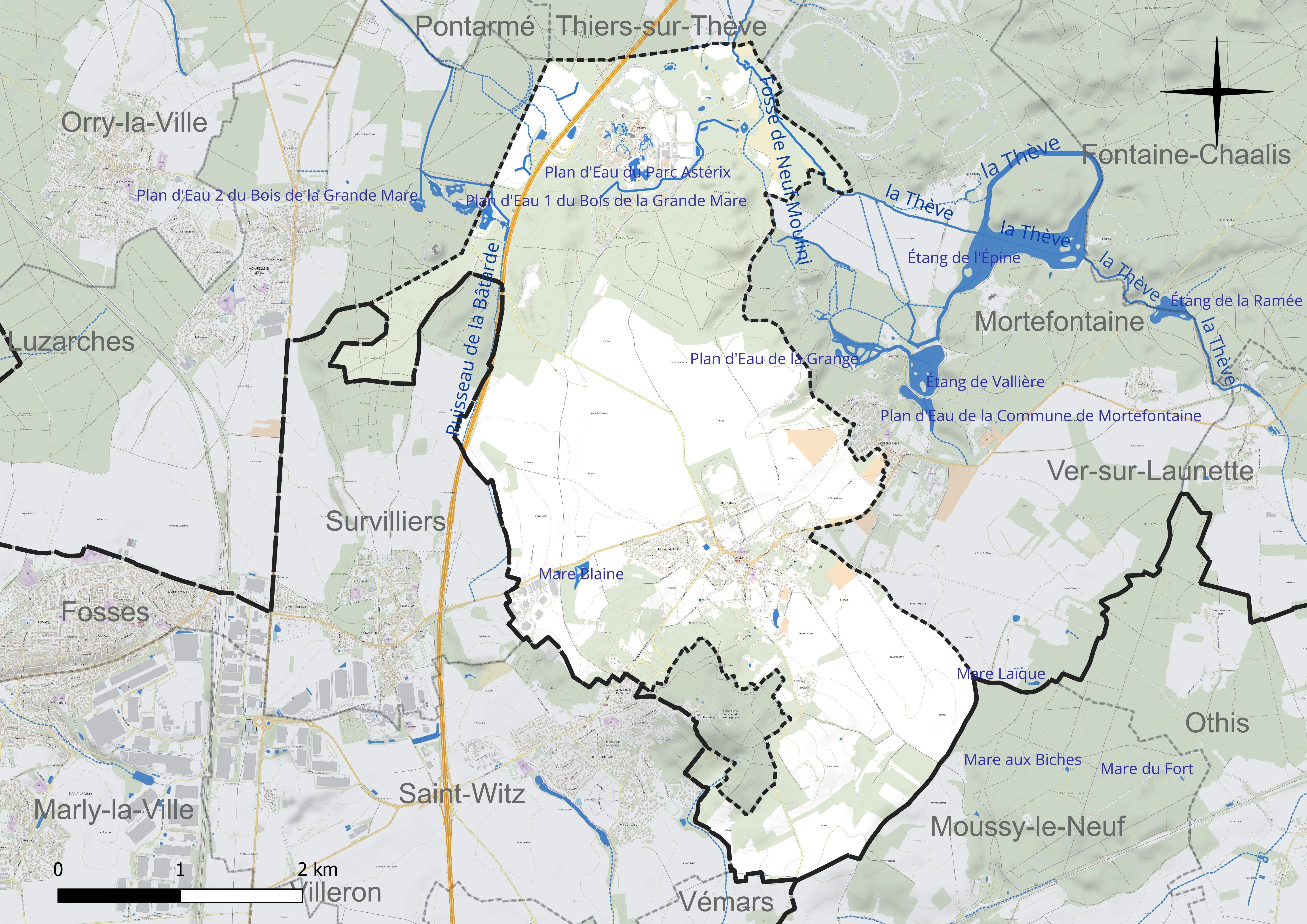
Réseau hydrographique de Plailly.

Deux plans d'eau complètent le réseau hydrographique : la mare Blaine (1,1 ha) et le plan d'eau du Parc Astérix (1,5 ha),.

### Climat
Pour des articles plus généraux, voir Climat des Hauts-de-France et Climat de l'Oise.
En 2010, le climat de la commune est de type climat océanique dégradé des plaines du Centre et du Nord, selon une étude du CNRS s'appuyant sur une série de données couvrant la période 1971-2000. En 2020, Météo-France publie une typologie des climats de la France métropolitaine dans laquelle la commune est dans une zone de transition entre le climat océanique et le climat océanique altéré et est dans la région climatique  Sud-ouest du bassin Parisien, caractérisée par une faible pluviométrie, notamment au printemps (120 à 150 mm) et un hiver froid (3,5 °C). 
Pour la période 1971-2000, la température annuelle moyenne est de 10,8 °C, avec une amplitude thermique annuelle de 14,9 °C. Le cumul annuel moyen de précipitations est de 718 mm, avec 10,8 jours de précipitations en janvier et 8,2 jours en juillet. Pour la période 1991-2020, la température moyenne annuelle observée sur la station météorologique la plus proche, située sur la commune du Plessis-Belleville à 12 km à vol d'oiseau, est de 11,4 °C et le cumul annuel moyen de précipitations est de 661,7 mm,. Pour l'avenir, les paramètres climatiques de la commune estimés pour 2050 selon différents scénarios d'émission de gaz à effet de serre sont consultables sur un site dédié publié par Météo-France en novembre 2022.

## Urbanisme

### Typologie
Au 1er janvier 2024, Plailly est catégorisée ceinture urbaine, selon la nouvelle grille communale de densité à sept niveaux définie par l'Insee en 2022.
Elle est située hors unité urbaine. Par ailleurs la commune fait partie de l'aire d'attraction de Paris, dont elle est une commune de la couronne,. 

### Occupation des sols
L'occupation des sols de la commune, telle qu'elle ressort de la base de données européenne d'occupation biophysique des sols Corine Land Cover (CLC), est marquée par l'importance des territoires agricoles (52,7 % en 2018), en diminution par rapport à 1990 (54,2 %). La répartition détaillée en 2018 est la suivante : 
terres arables (45,6 %), forêts (37,4 %), espaces verts artificialisés, non agricoles (4,9 %), zones urbanisées (4,8 %), prairies (4,2 %), zones agricoles hétérogènes (2,9 %), milieux à végétation arbustive et/ou herbacée (0,1 %). L'évolution de l'occupation des sols de la commune et de ses infrastructures peut être observée sur les différentes représentations cartographiques du territoire : la carte de Cassini (XVIIIe siècle), la carte d'état-major (1820-1866) et les cartes ou photos aériennes de l'IGN pour la période actuelle (1950 à aujourd'hui).

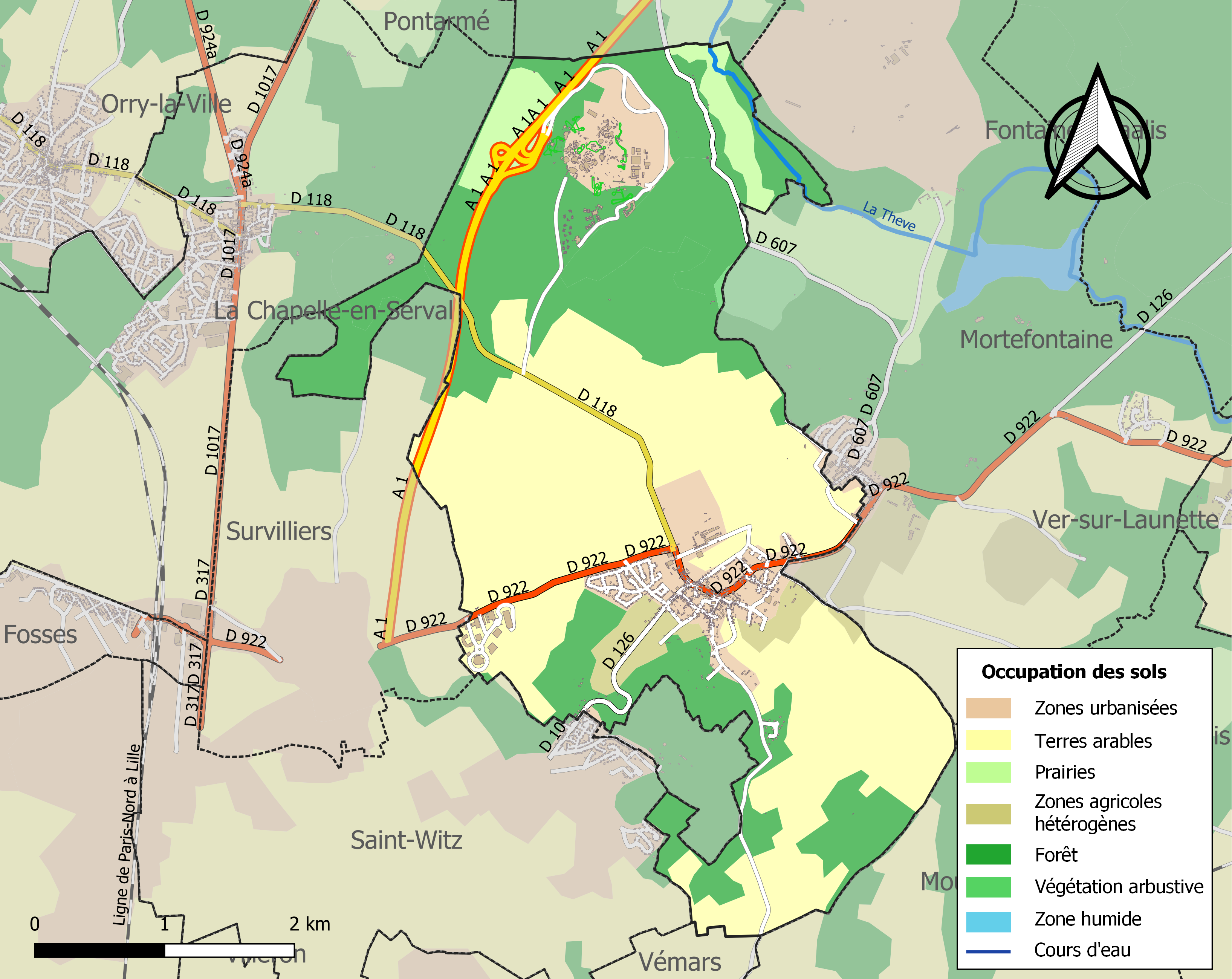
Carte des infrastructures et de l'occupation des sols de la commune en 2018 (CLC).

## Toponymie
Le lieu était appelé Plalliacum en 1186.

## Histoire
La seigneurie et le château
Le premier seigneur de Bertrandfosse connu fut Guy de Plailly, fondateur en 1276 de la paroisse de Mortefontaine. Or, rien n'indique qu'un château de Bertrandfosse ait existé avant la fin du XVe siècle, quand Jean de Laillier fit construire le manoir qui survécut jusqu'au début du XXe siècle.
Bailli de Senlis et maréchal des logis de Louis XI, Charles VIII et Louis XII, le seigneur se fit appeler Christophe de Plailly, nom de famille de sa mère Agnès de Plailly. Il mourut fort âgé en 1518, et ses héritiers vendirent la seigneurie à la famille Le Rebours, qui la garda jusqu'en 1737. Mortefontaine fut toutefois soustrait à la seigneurie dès le milieu du XVIe siècle, avant d'être racheté par François Hotmann en 1570, qui la réunit à Plailly et Montmélian en 1599.
En 1654, le nouveau seigneur Jacques de Coigneux, président au Parlement de Paris, obtint l'érection de ses terres en marquisat de Montmélian, dont le siège était à Plailly. Bertrandfosse ne faisait pas partie de ce marquisat, jusqu'à ce que cette seigneurie fut vendue en même temps que le marquisat à Jacques-Louis Le Peletier (père de Louis Le Peletier de Morfontaine) en 1737. Le propriétaire changea encore en 1791, 1797 et 1808, quand Joseph Bonaparte réunit de nouveau les terres de l'ancien marquisat. Il ne tarda cependant pas à céder Bertrandfosse au profit de Henri-Michel Paulmier, rentier parisien, qui considéra cette vaste ferme surtout comme un placement. En effet, il ne s'y rendit pour la première fois qu'en 1815, et finalement séduit par les lieux et les opportunités de chasse, fit aménager comme résidence l'ancien logis du régisseur et des dépendances à gauche de la cour d'honneur.
Le manoir n'était plus habitable depuis la Révolution et servait alors de grange. Paulmier envisagea de le réhabiliter et fit consolider le gros œuvre du logis, mais sa priorité fut l'aménagement d'un parc avec théâtre de verdure, allées, labyrinthe, boulingrin et un temple de l'Amitié par le père de Denis et Eugène Bühler, remodelé ensuite par ses fils.
Edmond Paulmier vendit Bertrandfosse à Henri Girard en mai 1905, qui ne tarda pas à faire démolir le vieux manoir et fit construire une nouvelle villa.
L'eau potable
L'accès à l'eau potable posait toujours problème à Plailly avant l'adduction d'eau jusqu'aux maisons. Les quatre puits publics ne livraient pas une quantité d'eau suffisante. Les sources les plus proches se situent sur le versant nord de la butte de Montmélian : la fontaine Blanche et la fontaine de l'Auget, citée dès le XIIIe siècle et alimentant jadis un étang comme réserve d'eau pour l'extinction des incendies.
Un lavoir fut construit à proximité en 1834. Désaffecté en 1967, il ne subsiste plus. En 1850, la commune fit édifier une fontaine sur la place de l'Église pour faire arriver l'eau de la fontaine de l'Auget au centre du village.
En 1909, la ville fit forer un nouveau puits avec pompe, usine élévatoire et réservoir de 200 m3 permettant de mettre à la disposition des bornes-fontaines disséminées dans le village. Leur nombre fut de cinq jusqu'en 1920, puis de huit. L'eau des bornes-fontaines était gratuite à compter de 1913, mais strictement réservée à la consommation domestique. Il était interdit de l'utiliser pour l'arrosage des jardins ou pour un commerce ou une industrie.
L'activité textile
Au début du XIXe siècle, les citoyens Oudoyer et Boisin emploient beaucoup d'ouvriers à la fabrication de "dentelle noire".
Le parc Astérix
Plailly accueille depuis 1989 le Parc Astérix, à l'extrémité nord de son territoire.
Le 5 octobre 1944, un missile balistique V2 s'écrase sur Plailly.

## Politique et administration

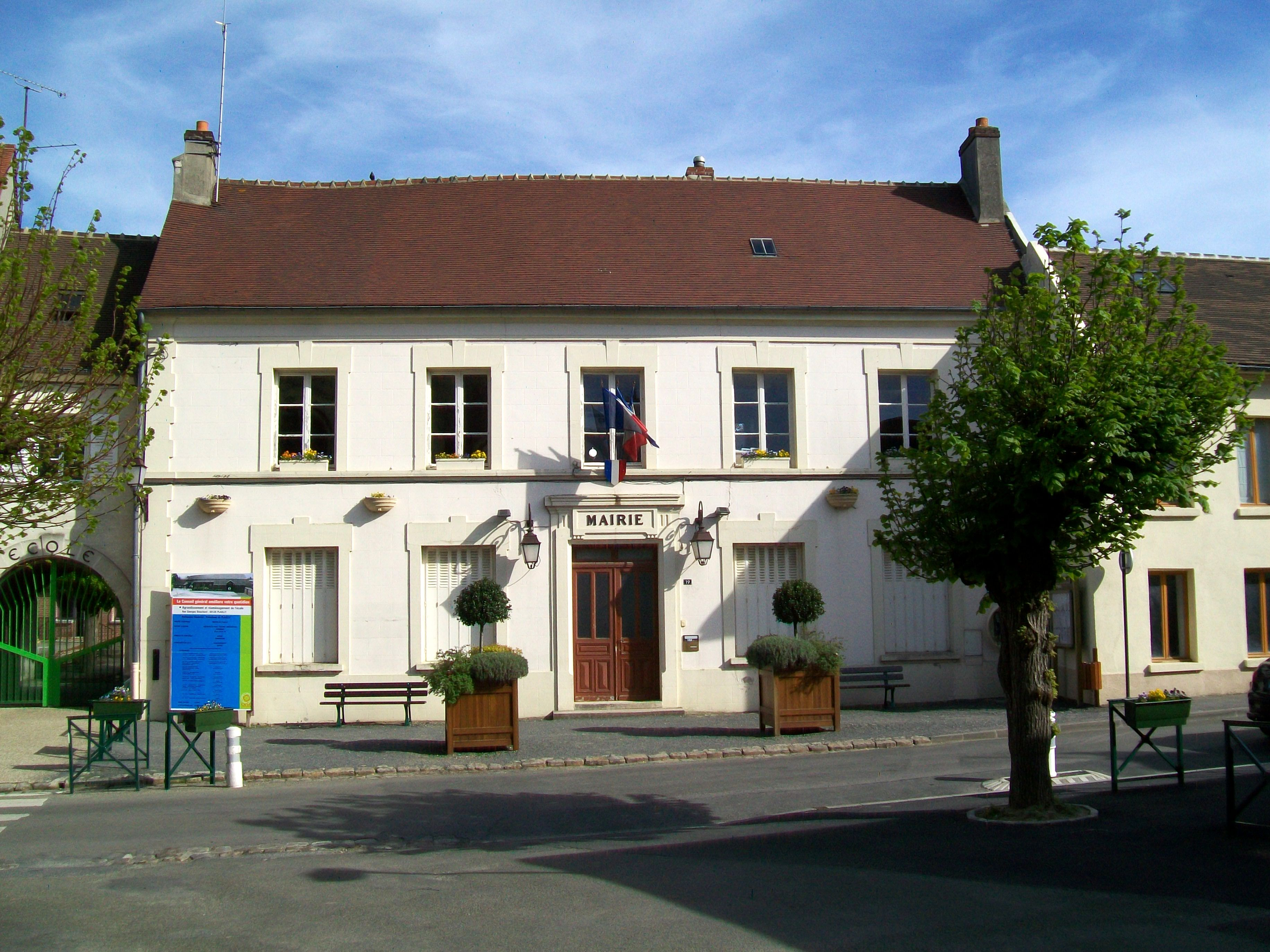
Ancienne mairie de Plailly.

### Rattachements administratifs et électoraux
La commune se trouve dans l'arrondissement de Senlis du département de l'Oise. Pour l'élection des députés, elle fait partie depuis 1986 de la quatrième circonscription de l'Oise.
Elle fait partie depuis 1793 du canton de Senlis. Dans le cadre du redécoupage cantonal de 2014 en France, ce canton, dont la commune est toujours membre, est modifié, passant de 17 à 14  communes.

### Intercommunalité
Jusqu'alors isolée, Plailly rejoint le 1er janvier 2014 la communauté de communes de l'aire cantilienne (C.C.A.C.), créée fin 1994.

### Liste des maires
| Période                                  | Période                    | Identité         | Étiquette | Qualité                                                            |
| ---------------------------------------- | -------------------------- | ---------------- | --------- | ------------------------------------------------------------------ |
| 7 février 1790                           | 13 novembre 1791           | Antoine Goyer    |           |                                                                    |
| 13 novembre 1791                         | 9 décembre 1792            | Rieul G. Roche   |           |                                                                    |
| 9 décembre 1792                          | ?                          | Therrouenne      |           |                                                                    |
| Les données manquantes sont à compléter. |                            |                  |           |                                                                    |
| 30 octobre 1795                          |                            | Dubos            |           | Nommé commissaire du directoire exécutif près le canton de Plailly |
| 24 avril 1800                            |                            | Dubos            |           | Nommé maire par le préfet du département de l'Oise                 |
| 20 juin 1801                             |                            | Louis E. Benoist |           | Nommé maire par le préfet du département de l'Oise                 |
| Les données manquantes sont à compléter. |                            |                  |           |                                                                    |
| mars 2001                                | En cours (au 12 juin 2016) | Michel Mangot    |           | Réélu pour le mandat 2014-2020.                                    |

### Politique de développement durable
La commune s'est dotée en 2017 d'une borne publique de recharge des voitures électriques.

## Population et société

### Démographie

#### Évolution démographique
L'évolution du nombre d'habitants est connue à travers les recensements de la population effectués dans la commune depuis 1793. Pour les communes de moins de 10 000 habitants, une enquête de recensement portant sur toute la population est réalisée tous les cinq ans, les populations de référence des années intermédiaires étant quant à elles estimées par interpolation ou extrapolation. Pour la commune, le premier recensement exhaustif entrant dans le cadre du nouveau dispositif a été réalisé en 2006.

En 2022, la commune comptait 1 791 habitants, en évolution de +3,41 % par rapport à 2016 (Oise : +0,87 %, France hors Mayotte : +2,11 %).
| 1793 | 1800 | 1806 | 1821 | 1831 | 1836 | 1841  | 1846  | 1851  |
| ---- | ---- | ---- | ---- | ---- | ---- | ----- | ----- | ----- |
| 928  | 965  | 946  | 890  | 978  | 984  | 1 010 | 1 054 | 1 051 |

| 1856 | 1861 | 1866 | 1872 | 1876 | 1881 | 1886 | 1891 | 1896 |
| ---- | ---- | ---- | ---- | ---- | ---- | ---- | ---- | ---- |
| 934  | 953  | 945  | 886  | 891  | 857  | 865  | 806  | 841  |

| 1901 | 1906 | 1911 | 1921 | 1926 | 1931 | 1936 | 1946 | 1954  |
| ---- | ---- | ---- | ---- | ---- | ---- | ---- | ---- | ----- |
| 826  | 793  | 876  | 897  | 945  | 952  | 909  | 955  | 1 005 |

| 1962 | 1968  | 1975  | 1982  | 1990  | 1999  | 2006  | 2011  | 2016  |
| ---- | ----- | ----- | ----- | ----- | ----- | ----- | ----- | ----- |
| 998  | 1 054 | 1 171 | 1 541 | 1 636 | 1 580 | 1 646 | 1 678 | 1 732 |

| 2021  | 2022  | - | - | - | - | - | - | - |
| ----- | ----- | - | - | - | - | - | - | - |
| 1 821 | 1 791 | - | - | - | - | - | - | - |

#### Pyramide des âges
La population de la commune est relativement jeune.
En 2018, le taux de personnes d'un âge inférieur à 30 ans s'élève à 32,5 %, soit en dessous de la moyenne départementale (37,3 %). À l'inverse, le taux de personnes d'âge supérieur à 60 ans est de 27,2 % la même année, alors qu'il est de 22,8 % au niveau départemental.
En 2018, la commune comptait 932 hommes pour 940 femmes, soit un taux de 50,21 % de femmes, légèrement inférieur au taux départemental (51,11 %).
Les pyramides des âges de la commune et du département s'établissent comme suit.
| Hommes | Classe d’âge | Femmes |
| ------ | ------------ | ------ |
| 1,1    | 90 ou +      | 2,7    |
| 6,3    | 75-89 ans    | 9,9    |
| 16,2   | 60-74 ans    | 18,2   |
| 24,6   | 45-59 ans    | 19,9   |
| 17,6   | 30-44 ans    | 18,5   |
| 15,2   | 15-29 ans    | 14,0   |
| 19,0   | 0-14 ans     | 16,8   |

| Hommes | Classe d’âge | Femmes |
| ------ | ------------ | ------ |
| 0,5    | 90 ou +      | 1,4    |
| 5,5    | 75-89 ans    | 7,6    |
| 15,6   | 60-74 ans    | 16,3   |
| 20,8   | 45-59 ans    | 20     |
| 19,4   | 30-44 ans    | 19,4   |
| 17,6   | 15-29 ans    | 16,2   |
| 20,6   | 0-14 ans     | 19,1   |

## Économie
Outre le parc Astérix, qui est le principal employeur de la commune, avec ses 200 emplois permanents et son millier d'emplois saisonniers, on peut noter : 
- Adhegrafic autocopiant ;
- Filtertek, dans la zone d'activité du Pré de la Dame Jeanne ;
- Nexo, également dans cette zone d'activités ;
- La biscuiterie Gardeil (50 emplois environ), dans la même zone d'activité ;
- Le laboratoire Ceraver, qui fabrique notamment des prothèses de hanches[35].

## Culture locale et patrimoine

### Lieux et monuments
Plailly compte deux monuments historiques sur son territoire :
- Église Saint-Martin (classée monument historique par liste de 1862[36])

Édifiée pendant les années 1160 et 1170 dans le style gothique primitif, elle reçoit au début du siècle suivant un nouveau chœur de style pré-rayonnant, dont les trois travées du chevet forment un vaisseau transversal de même hauteur.
Dans les deux cas, l'église Saint-Martin se place en tête des mouvements novateurs de l'architecture de son temps, et comme l'indiquent certaines analogies, puise ses influences dans les chantiers des cathédrales Notre-Dame de Senlis et Notre-Dame de Paris.
La nef prévue pour rester couverte d'une simple charpente se caractérise par de grandes arcades brisées retombant sur les chapiteaux remarquables de gros piliers cylindriques isolés. Dans le chœur, trois piliers semblables servent d'appui aux supports de l'ordre supérieur, sous la forme de faisceaux de colonnettes. Cette superposition est une solution originale et élégante caractérisant le chœur de Plailly, tout comme le vaste espace bien éclairé du vaisseau transversal, contrastant avec la pénombre constante régnant dans la nef. La fine flèche octogonale en pierre de la seconde moitié du XIIIe siècle apporte quant à elle une note de raffinement dans la sobriété de l'extérieur de l'église.
- Fontaine de la place de l'Église (inscrite monument historique par arrêté du 9 juillet 1970[38])

Le plan de la fontaine fut dressé par l'architecte M. Drin, et l'exécution avait été confiée à MM. Henneton et Gabreux, entrepreneurs à Plailly. Les pierres proviennent des carrières de Montgrésin (commune d'Orry-la-Ville), et le plâtre de Plailly.

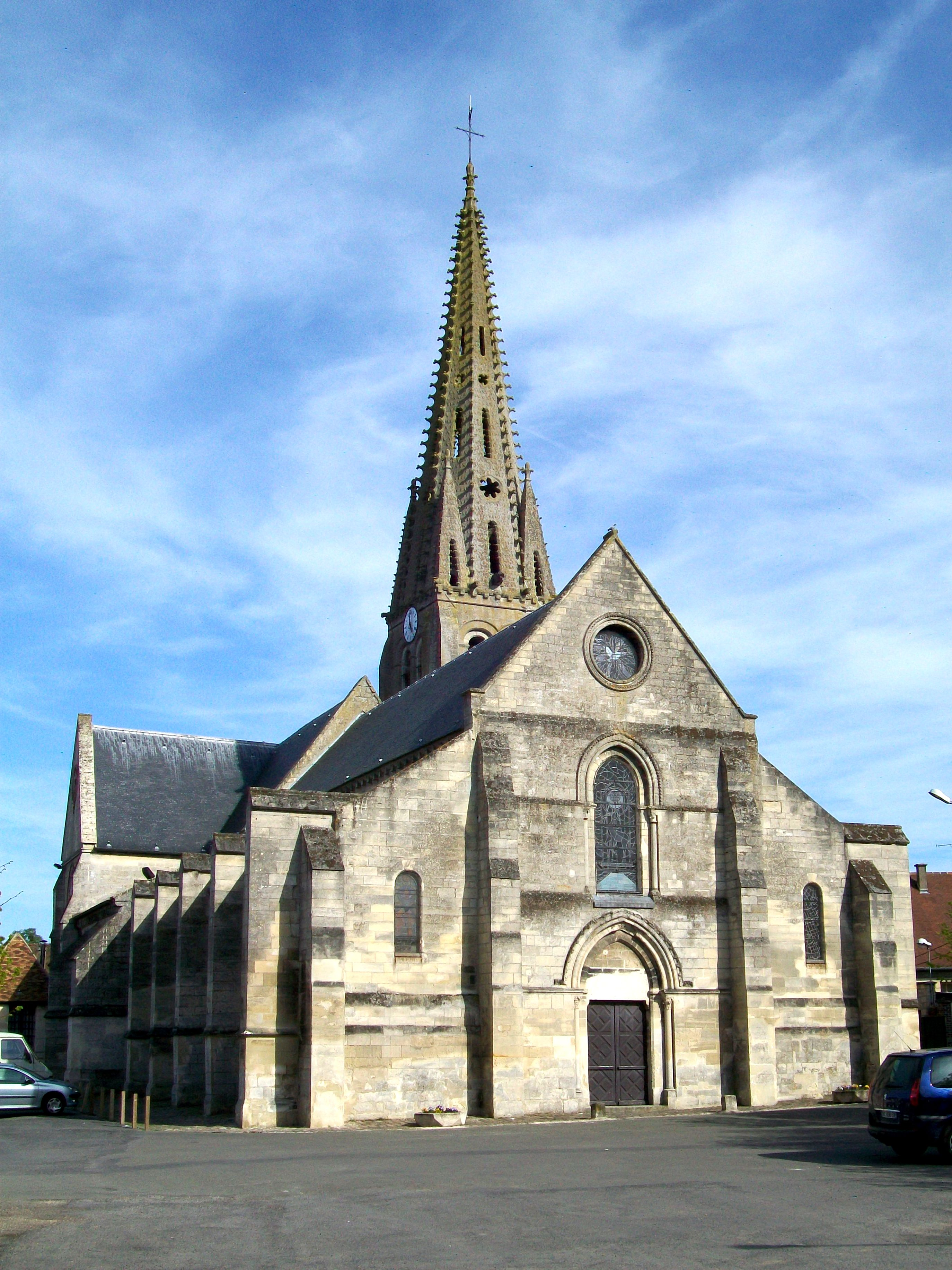
Façade occidentale de l'église Saint-Martin.
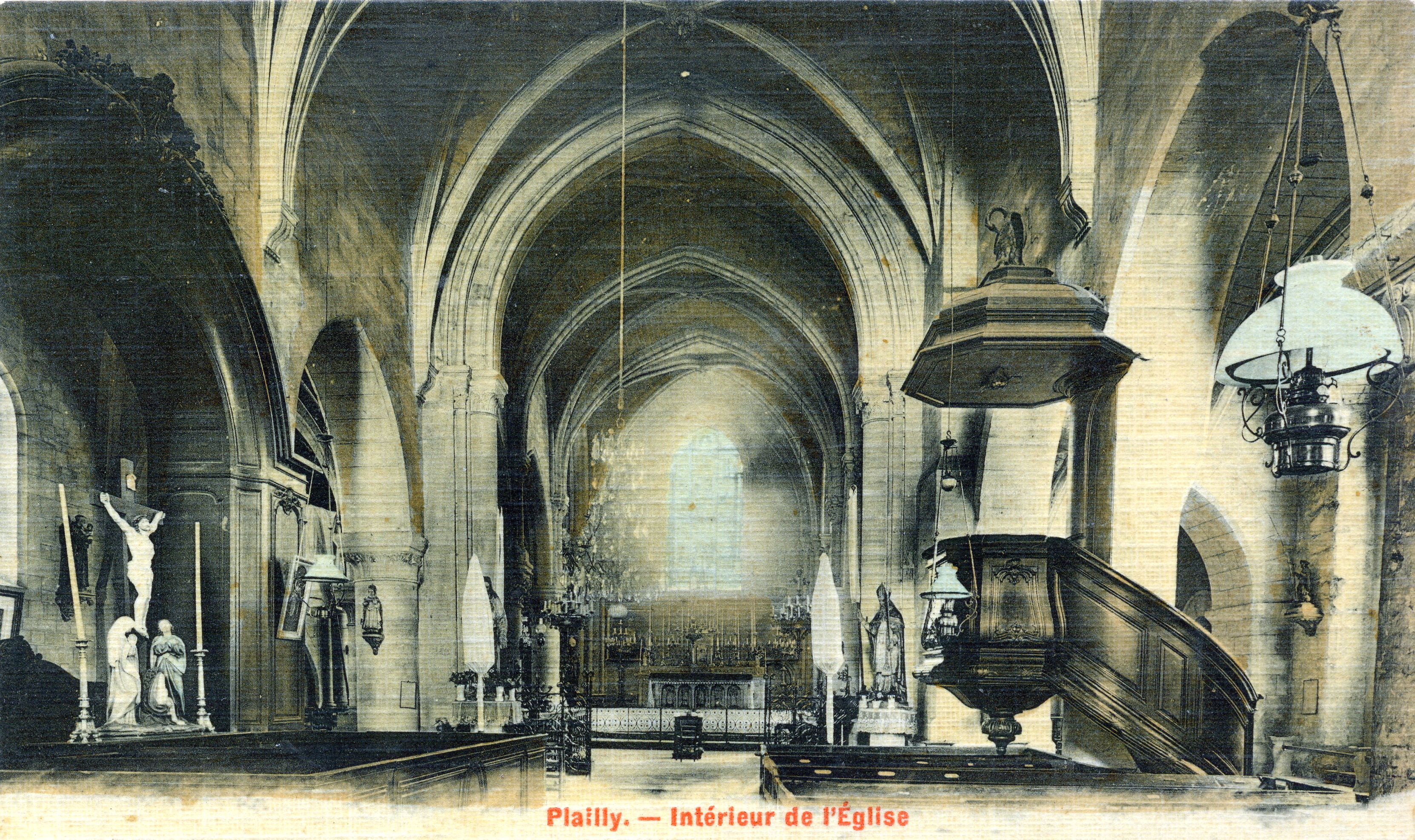
Intérieur de l'église Saint-Martin, vue vers le chœur.
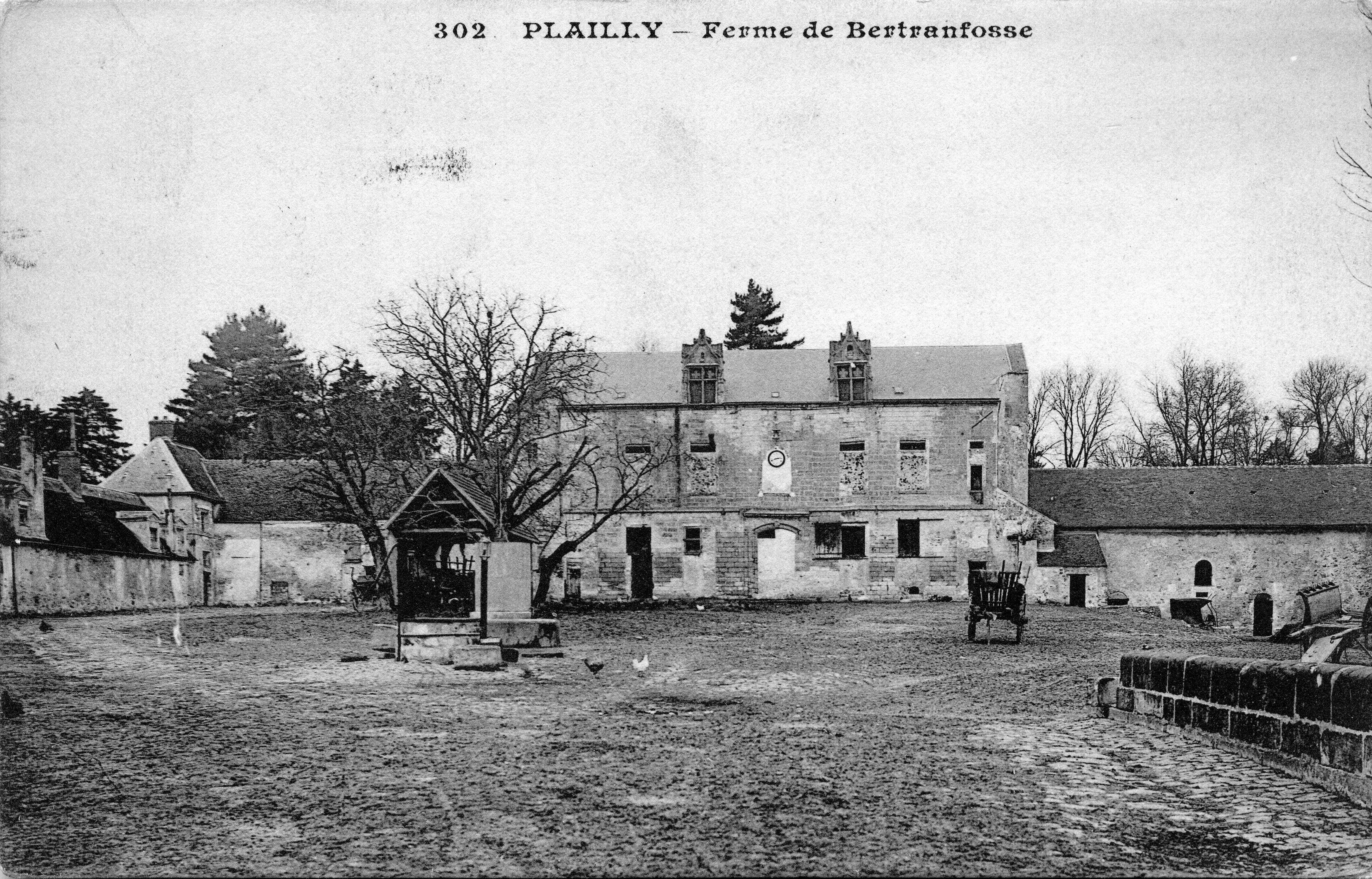
Manoir de Betrandfosse démoli en 1909.
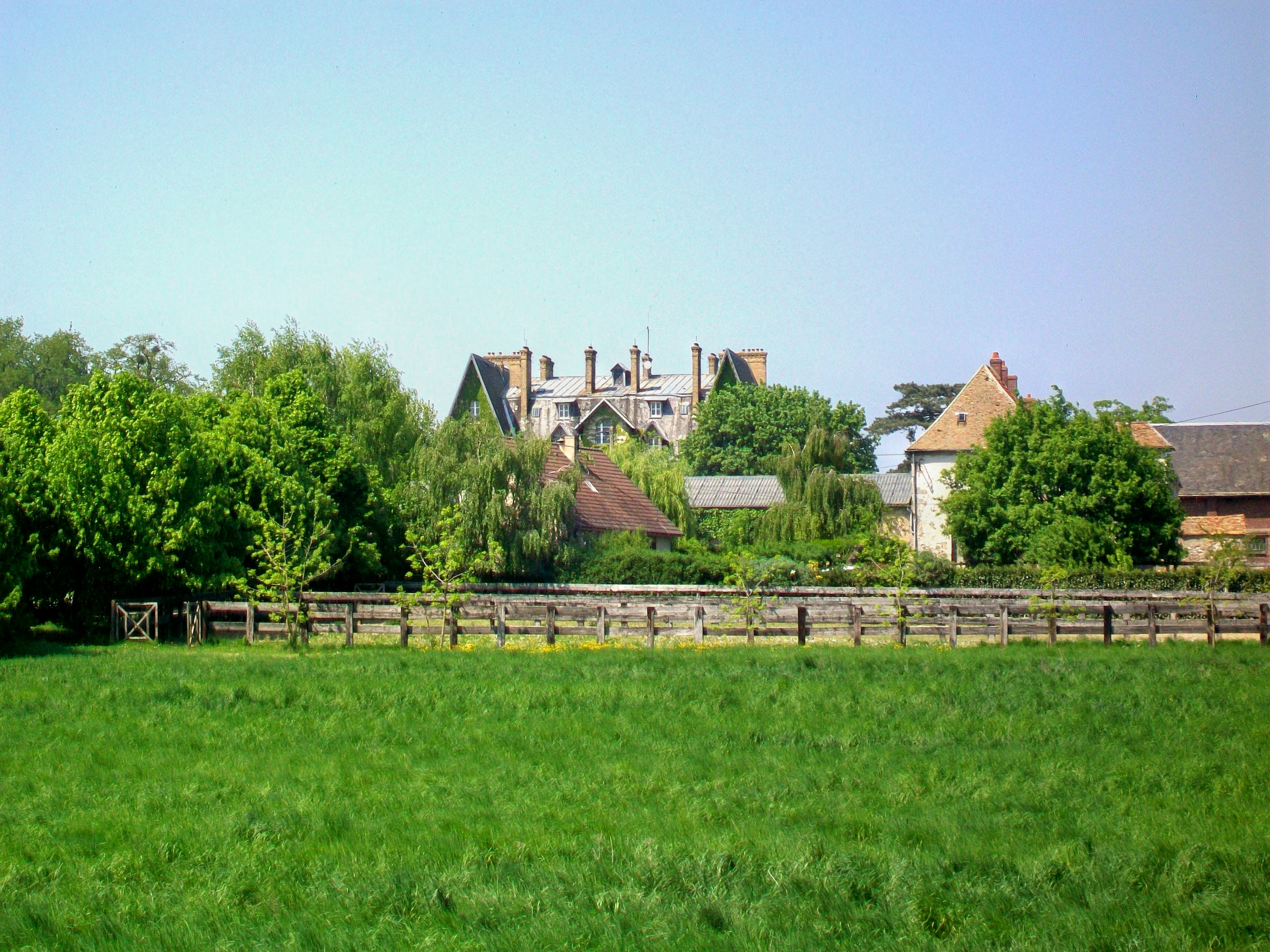
Château et ferme de Bertrandfosse.
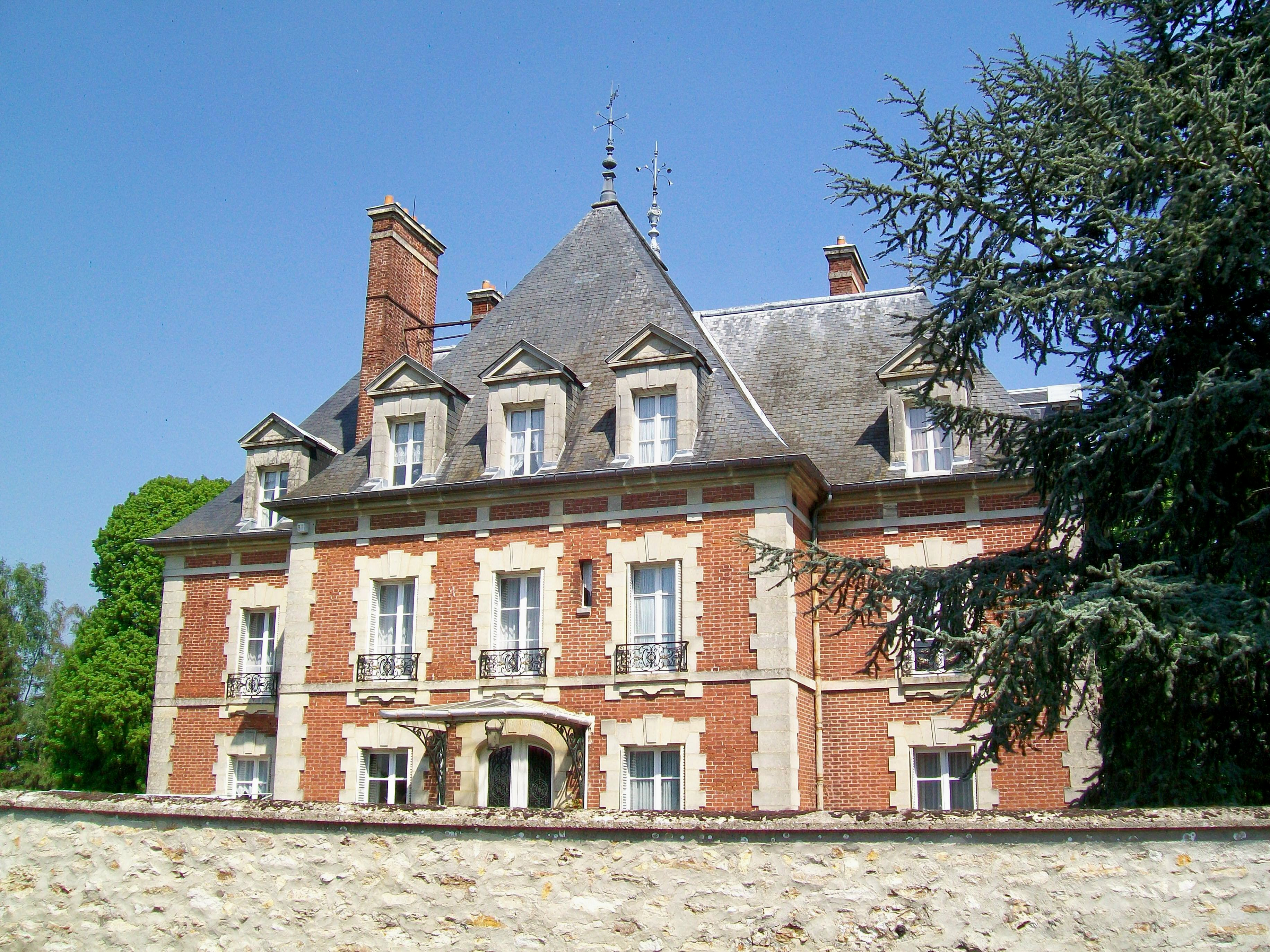
Propriété Constant Hamet, villa de la fin du XIXe siècle.

On peut également noter :
- Le « château » de Bertrandfosse, route de Bertrandfosse : Henri Girard racheta le château en mai 1905, le fit démolir afin de construire une nouvelle villa selon les plans de l'architecte Henri Delage. C'est un imposant édifice en brique de couleur gris clair, avec de hauts toits à forte pente et à l'aspect très massif[21],[39].
- Ruines du château de Montmélian, des XIIe  et  XVe siècle, dont il subsiste des murs épais de deux mètres percés de baies en plein cintre[20]
- Propriété Hamet, rue du Docteur-Laporte / rue Constant-Hamet : Constant Hamet, ferronnier d'art parisien, s'est fait construire cette villa à la fin du XIXe siècle. Le portail en fer forgé sur la rue du Docteur- Laporte (RD 922) est justement sa propre œuvre. Le long de la rue Constant-Hamet, l'on peut voir également l'orangerie et les communs[40], construits en meulière contrairement à l'habitation qui est en brique et pierre.
- Le puits au Loup, rue du Puits-au-Loup : Ce fut l'un des quatre puits publics de Plailly, qui ne donnaient pas assez d'eau pour pouvoir aux besoins de la population, ce qui décida la municipalité à faire construire la fontaine de la place de l'Église en 1850.
- Le « carrefour du Christ », rue de Paris : un crucifix en bois derrière une clôture grillagée a donné son nom à ce carrefour à la sortie du village en direction de Saint-Witz.
- La Vierge à l'Enfant, rue de la Libération : statue en métal de 1908, qui montre la Vierge dans une posture assez rare[40].
- Pont ferroviaire, chemin rural no 7 de Survilliers au hameau de Neufmoulin, dans le bois de Morrière, à 200 m du parc Astérix : les travaux de la ligne d'Aulnay-sous-Bois à Verberie ont démarré tardivement en 1913 et ont été interrompus pendant la Première Guerre mondiale, sans finalement jamais reprendre au bout de maintes péripéties. La nouvelle ligne ferroviaire était prévue comme itinéraire de délestage entre Paris et le Nord de la France, et aurait en même temps pourvu d'une gare plusieurs communes du Valois. Une gare était justement prévue entre Plailly et Mortefontaine. Le tracé de la ligne envisagée ne devait pas comporter de passages à niveau, et c'est ainsi que des passages supérieurs ont dû être construits pour les moindres chemins[41]. Ce pont en brique et béton armé qui n'a jamais servi s'explique ainsi.

L'entrée du parc Astérix.

- Parc Astérix, le long de l'autoroute A1 : il est accessible uniquement via l'autoroute, par une sortie spéciale qui lui est exclusivement réservée. Les autres chemins vers le parc Astérix sont fermés en permanence et servent d'accès aux pompiers en cas d'incendie.

De ce fait, bien que situé sur le territoire communal de Plailly, l'on ne peut pas se rendre au parc depuis le village.

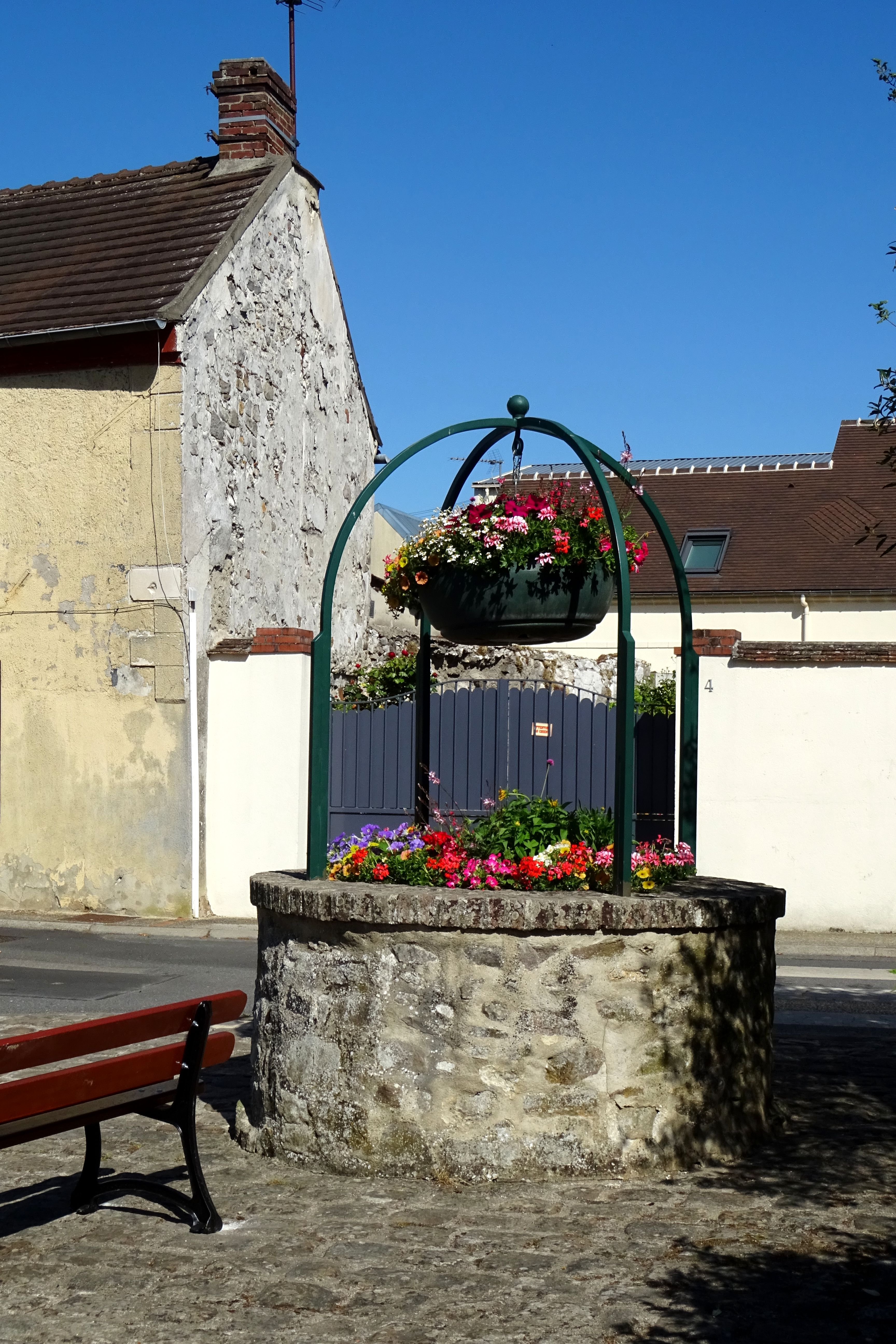
L'ancien puits au Loup.
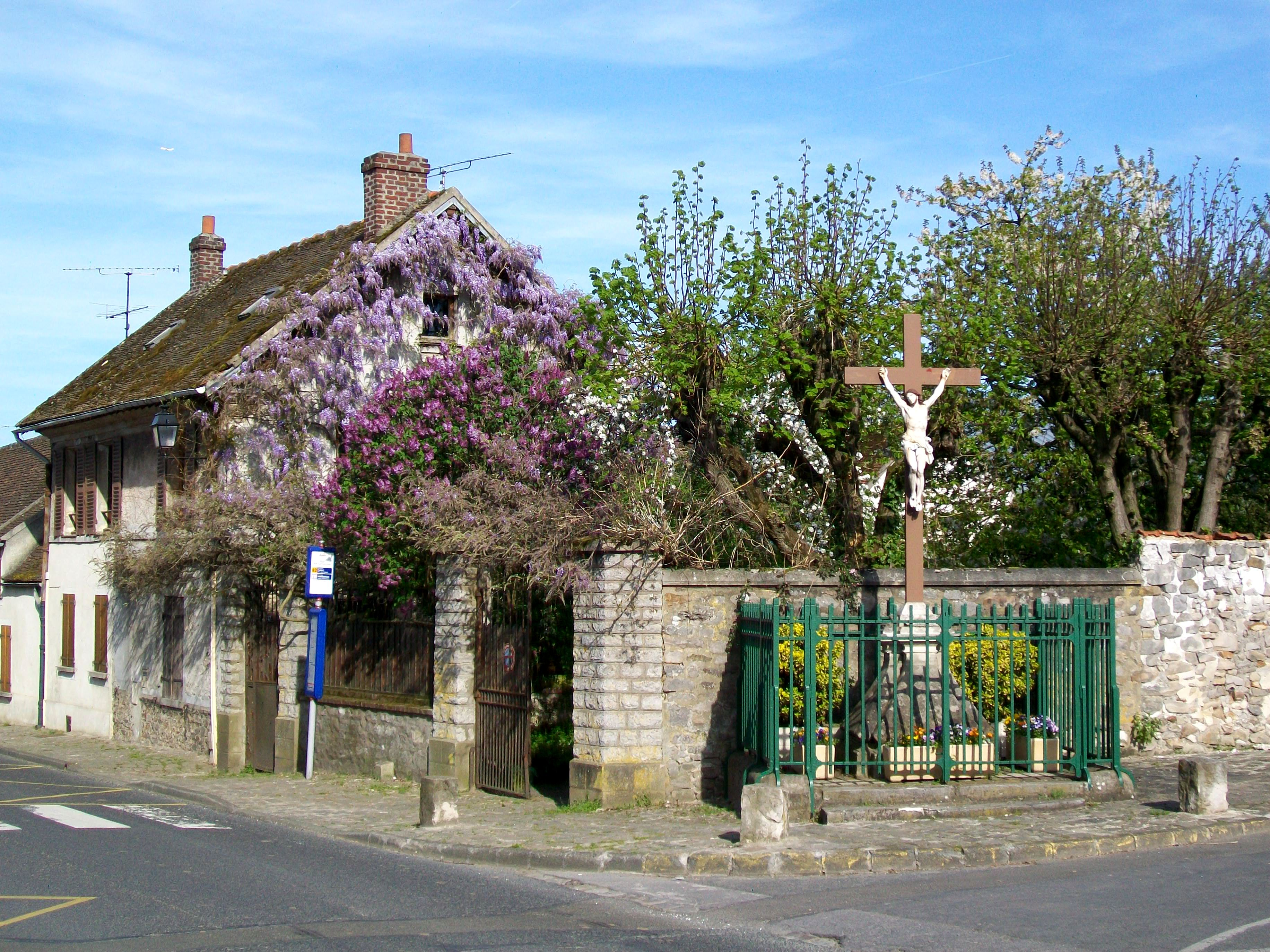
Le carrefour du Christ.
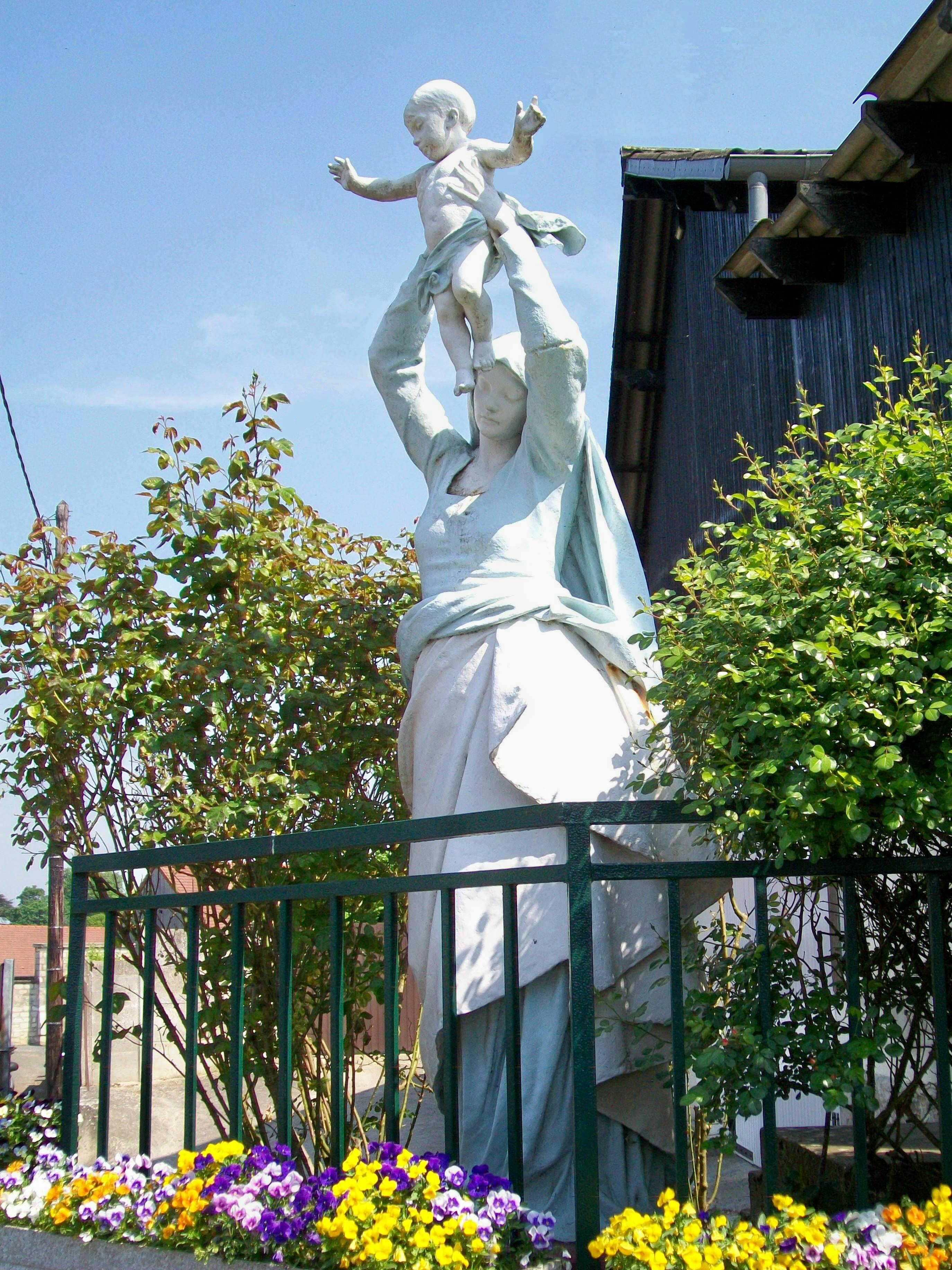
Vierge à l'Enfant.
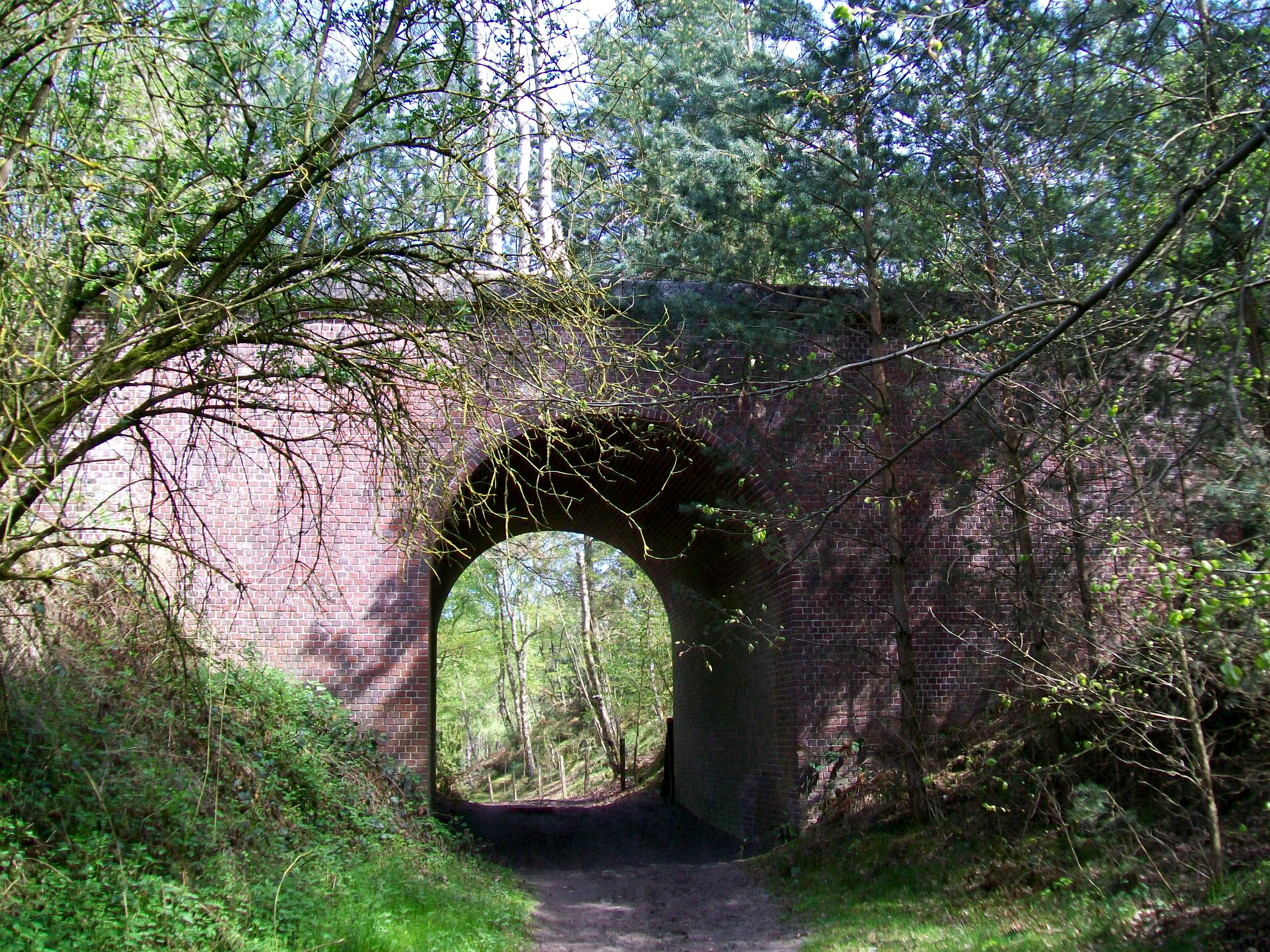
Pont ferroviaire.
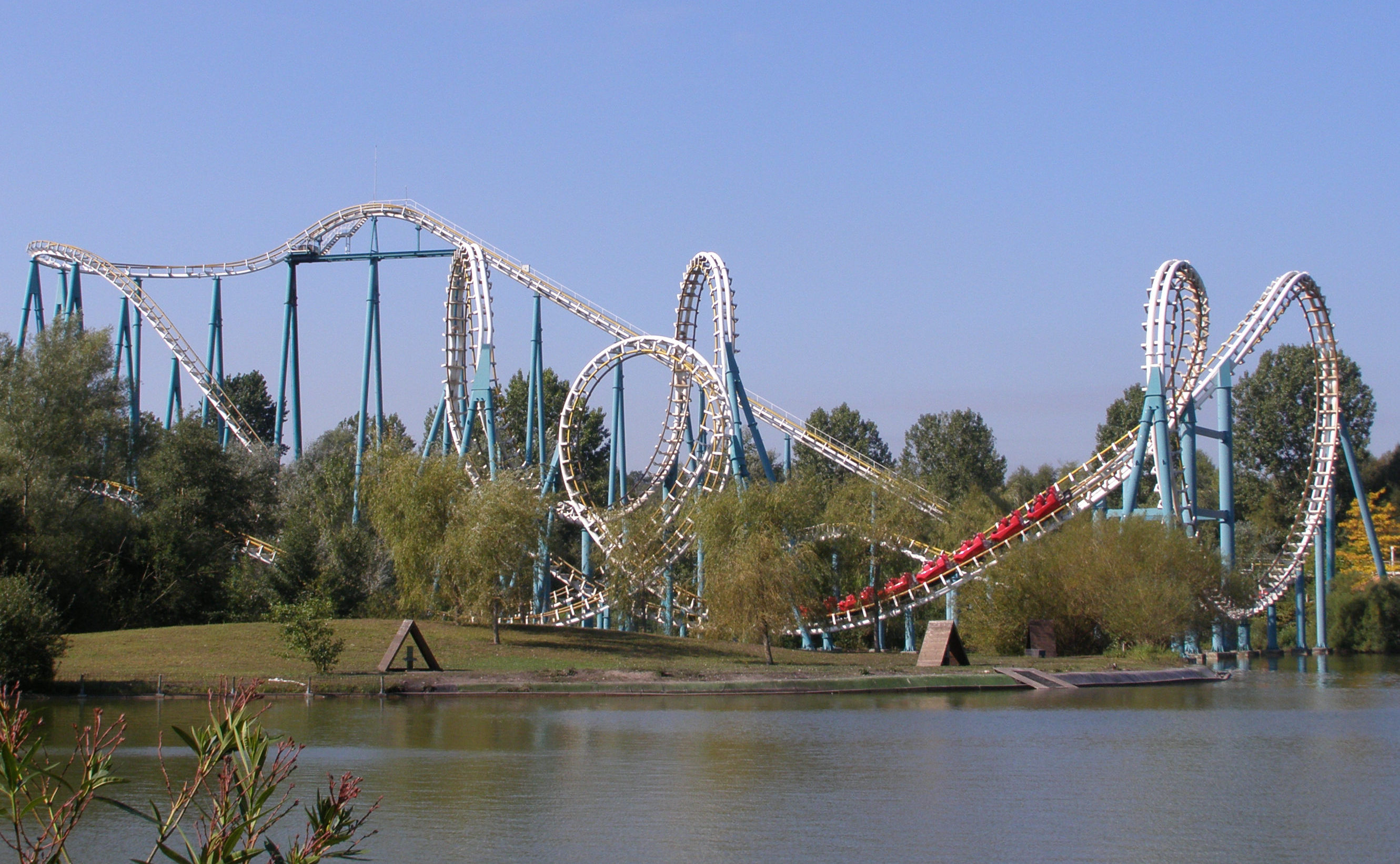
Attraction « Goudurix », parc Astérix.

La commune dispoise également d'un patrimoine naturel notable :
- Plailly possède sur son territoire un site naturel remarquable, dit la Pierre Monconseil, dans le bois de Morrière.

Ce bois privé « présente une mosaïque de milieux naturels allant des landes sèches et humides aux pelouses en passant par des fourrés arbustifs, des forêts de chênes et des mares ».
Autour de la Pierre Monconseil, le paysage est particulièrement pittoresque avec des blocs de grès parsemés sur les flancs de la colline. Parfois des vues s'ouvrent au loin, comme sur le château de Vallière. Un sentier botanique de 1,800 m environ y a été aménagé, accessible par le chemin rural no 17 dit « de la Tourelle » qui relie Plailly à la D 607, au sud du hameau de Neufmoulin. Non loin de la D 607, on trouvera l'entrée au bois et une plaque avec un plan schématique du sentier de découverte. Le bois de Morrière avec ses bois annexes constitue une ZNIEFF type 1 n° national 220014325.
- La majorité du territoire communal fait partie du site classé « Forêts d'Ermenonville, de Pontarmé, de Haute-Pommeraie, butte et clairière de Saint-Christophe », créé par arrêté du 28 août 1998 sur la base de la loi du 2 mai 1930 relative à la protection des monuments naturels et des sites de caractère artistique, historique, scientifique, légendaire ou pittoresque. N'en sont exclus que les terres agricoles entre le bois de Morrière et la RD 922[45]. Antérieurement, l'ensemble de la commune avait déjà été retenu pour le site inscrit de la vallée de la Nonette, créé par arrêté du 6 février 1970[46]. Ce site inscrit a préfiguré le parc naturel régional Oise-Pays de France pour sa partie située dans l'Oise, créé par décret du 13 janvier 2004 et incorporant l'ensemble de la commune de Plailly[47].

### Personnalités liées à la commune
- Francesco Piranesi (vers 1758-1810), graveur italien, y créa une fabrique de vases avec le soutien financier de Joseph Bonaparte.
- Alain Sarteur (1946-), ancien athlète français pratiquant le sprint, médaille d'argent sur 100 mètres aux Championnats d'Europe d'athlétisme à Athènes en 1969, est né à Plailly.

### Héraldique
| Blason de Plailly | Blason  | D'argent à la bande d'azur chargée en cœur d'une fleur de lis d'or, en chef et en pointe de deux merlettes d'argent, le tout posé à plomb, la bande accompagnée de deux fusées d'azur. |
| Blason de Plailly | Détails | Le statut officiel du blason reste à déterminer. |